# Millénaire
Pour les articles homonymes, voir Millénaire (homonymie).
Un millénaire est une période calendaire de mille années, soit dix siècles.
Un calendrier commence toujours à l’an 1. Il n’existe pas d’année zéro dans l’ère chrétienne : c’est l’Anno Domini qui définit le point de départ du calendrier grégorien actuel.
Ainsi le Ier millénaire de ce calendrier commence le 1er janvier de l’an 1, le IIe millénaire le 1er janvier 1001 et le IIIe millénaire le 1er janvier 2001.
En français, les numéros des millénaires se notent habituellement en chiffres romains en majuscules.